# Mistrovství světa ve veslování 1978

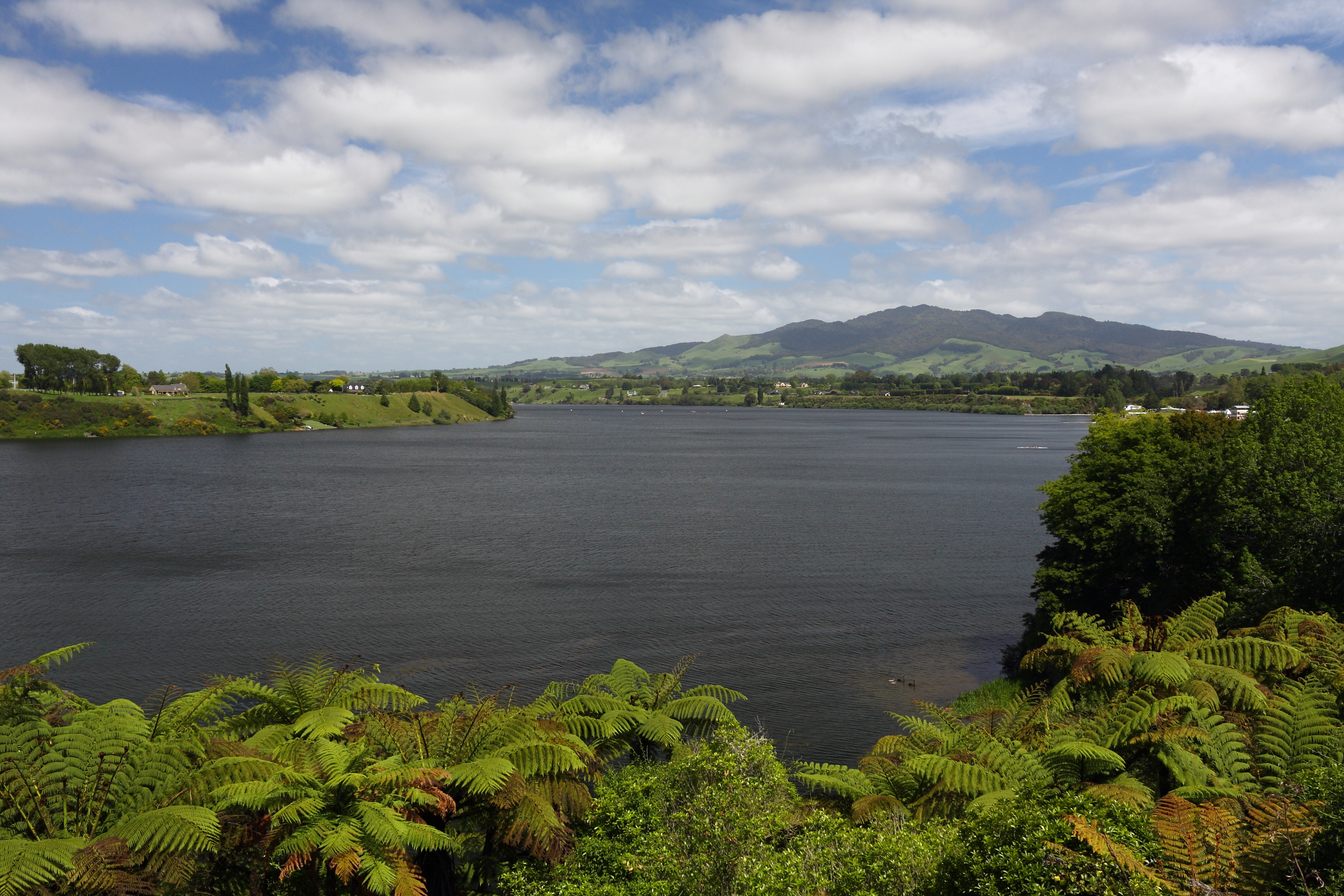
Jezero Karapiro, dějiště závodů „těžkých“ vah

Mistrovství světa ve veslování 1978 bylo jako jediné v historii rozděleno do dvou různých míst a termínů.
Závody lehkých vah se konaly v srpnu na jezeře Bagsværd v sousedství dánské Kodaně (finálové jízdy se jely 6. srpna 1978).
Klasické závody „těžkých“ vah se konaly až počátkem listopadu na jezeře Karapiro na Novém Zélandu (finálové jízdy se jely 4. listopadu 1978).
Každoroční veslařská regata je organizována Mezinárodní veslařskou federací (International Rowing Federation; FISA) obvykle na konci léta severní polokoule. Vzhledem k místu konání byl však termín pro klasické závody tentokrát posunut na přelom října a listopadu, což je na jižní polokouli prostředek jara.
V neolympijských letech představuje mistrovství světa vyvrcholení mezinárodního veslařského kalendáře a v roce, jenž předchází olympijským hrám, představuje jejich hlavní kvalifikační událost. V olympijských letech pak program mistrovství zahrnuje pouze neolympijské disciplíny.
Muži závodili na tratích o délce 2000 m, ženy na trati o délce 1000 m.

## Medailové pořadí
| Pořadí | Země                             | Zlato | Stříbro | Bronz | Celkem |
| ------ | -------------------------------- | ----- | ------- | ----- | ------ |
| 1      | Východní Německo                 | 8     | 3       | 0     | 11     |
| 2      | Sovětský svaz                    | 2     | 2       | 1     | 5      |
| 3      | Bulharská lidová republika       | 2     | 0       | 1     | 3      |
| 4      | Norsko                           | 2     | 0       | 0     | 2      |
| 5      | Západní Německo                  | 1     | 3       | 1     | 5      |
| 6      | Spojené království               | 1     | 2       | 1     | 4      |
| 7      | Švýcarsko                        | 1     | 0       | 1     | 2      |
| 8      | Španělské království             | 1     | 0       | 0     | 1      |
| 9      | Nizozemsko                       | 0     | 3       | 1     | 4      |
| 10     | USA                              | 0     | 1       | 3     | 4      |
| 11     | Kanada                           | 0     | 1       | 1     | 2      |
| 11     | Francie                          | 0     | 1       | 1     | 2      |
| 13     | Dánsko                           | 0     | 1       | 0     | 1      |
| 13     | Československo                   | 0     | 1       | 0     | 1      |
| 15     | Austrálie                        | 0     | 0       | 2     | 2      |
| 16     | Maďarsko                         | 0     | 0       | 1     | 1      |
| 16     | Nový Zéland                      | 0     | 0       | 1     | 1      |
| 16     | Polsko                           | 0     | 0       | 1     | 1      |
| 16     | Rumunská socialistická republika | 0     | 0       | 1     | 1      |
| 16     | Jugoslávie                       | 0     | 0       | 1     | 1      |
| Celkem | Celkem                           | 18    | 18      | 18    | 54     |

## Přehled medailí

### Mužské disciplíny – Karapiro
| Disciplína                  | Zlato | Čas     | Stříbro | Čas     | Bronz | Čas     |
| Skif M1x                    | Západní Německo Peter-Michael Kolbe | 7:06,01 | Východní Německo Rüdiger Reiche | 7:08,35 | Jugoslávie Milorad Stanulov | 7:09,82 |
| Dvojskif M2x                | Norsko Frank Hansen Alf John Hansen | 6:51,23 | Spojené království Christopher Baillieu Michael Hart | 6:53,67 | Švýcarsko Bruno Saile Jürg Weitnauer | 6:58,43 |
| Párová čtyřka M4x           | Východní Německo Joachim Dreifke Karl-Heinz Bußert Martin Winter Frank Dundr                                                                                   | 6:08,94 | Francie Christian Marquis Jean-Raymond Peltier Roland Thibaut Roland Weill                                                                                   | 6:11,05 | Západní Německo Dieter Wiedenmann Albert Hedderich Raimund Hörmann Michael Dürsch                                                           | 6:11,88 |
| Dvojka bez kormidelníka M2- | Východní Německo Bernd Landvoigt Jörg Landvoigt | 7:00,92 | Spojené království John Roberts James Clark | 7:03,68 | Francie Dominique Lecointe Jean-Claude Roussel                                                                                              | 7:06,32 |
| Dvojka s kormidelníkem M2+  | Východní Německo Jürgen Pfeiffer Gert Uebeler Olaf Beyer (k)                                                                                                   | 7:27,43 | Československo Karel Mejta Karel Neffe Jiří Pták (k) | 7:30,49 | Polsko Adam Tomasiak Grzegorz Nowak Ryszard Kubiak (k)                                                                                      | 7:33,73 |
| Čtyřka bez kormidelníka M4- | Sovětský svaz Vladimir Preobraženskij Nikolaj Kuzněcov Valerij Dolinin Anatolij Němtyrjov                                                                      | 6:19,25 | Východní Německo Siegfried Brietzke Andreas Decker Stefan Semmler Wolfgang Mager                                                                             | 6:19,52 | Spojené království Martin Cross David Townsend Ian McNuff John Beattie                                                                      | 6:26,28 |
| Čtyřka s kormidelníkem M4+  | Východní Německo Ullrich Dießner Gottfried Döhn Walter Dießner Dieter Wendisch Andreas Gregor (k)                                                              | 6:30,25 | Západní Německo Wolf-Dieter Oschlies Wolfram Thiem Frank Schütze Gabriel Konertz Helmut Sassenbach (k)                                                       | 6:31,56 | Bulharská lidová republika Rumen Christov Cvetan Petkov Nasko Markov Ivan Botev Nenko Dobrev (k)                                            | 6:37,06 |
| Osma M8+                    | Východní Německo Matthias Schumann Ulrich Karnatz Gerd Sredzki Andreas Ebert Friedrich-Wilhelm Ulrich Harald Jährling Uwe Dühring Bernd Höing Bernd Kaiser (k) | 5:54,25 | Západní Německo Volker Sauer Klaus Roloff Fritz Schuster Heribert Karches Werner Hellwig Winfried Ringwald Thomas Scholl Diethelm Maxrath Hartmut Wenzel (k) | 5:55,17 | Nový Zéland Mark James Gregory Johnston David Rodger Desmond Lock Ross Lindstrom David Lindstrom Ivan Sutherland Noel Mills Alan Cotter (k) | 5:57,16 |

### Mužské disciplíny – Kodaň
| Disciplína                      | Zlato | Čas     | Stříbro | Čas     | Bronz | Čas     |
| Skif LV LM1x                    | Španělské království José Antonio Montosa Ortega | 7:19,54 | Dánsko Morten Espersen | 7:23,21 | USA William Belden | 7:25,80 |
| Dvojskif LV LM2x                | Norsko Pal Boernick Arne Gilje | 6:47,49 | Nizozemsko Roel Michels Ed Maan | 6:48,83 | USA Stan Depman Fred Duling | 6:50,09 |
| Čtyřka bez kormidelníka LV LM4- | Švýcarsko Michael Raduner Thomas von Weissenfluh Pierre Zentner Pierre Kovacs                                                                        | 6:33,90 | Nizozemsko Peter van Berkel Willem Appeldoorn Richard Helsloot Paul Paulsen                                                              | 6:34,24 | Austrálie Vaughan Bollen Peter Antonie Simon Gillett Geoffrey Rees                                                                        | 6:38,50 |
| Osma LV LM8+                    | Spojené království Stephen Simpole Nigel Read Christopher Drury Robert Downie Clive Roberts Peter Zeun John Melvin Anthony French Colin Moynihan (k) | 5:56,32 | Nizozemsko Henk van der Kwast Hans Lycklama Hans Povel Bert van Baal Rob Uilenbroek Mark Emke Ton Lucassen Dick Swenne J. V. Prooyen (k) | 5:58,76 | Austrálie Dennis Hatcher Malcolm Robertson Phillip Gardiner Bob Cooper Lyall McCarthy Ian Porter Jeff Sykes Colin Smith Adrian Maginn (k) | 5:58,89 |

### Ženské disciplíny – Karapiro
| Disciplína                        | Zlato | Čas     | Stříbro | Čas     | Bronz | Čas     |
| Skif W1x                          | Východní Německo Christine Scheiblichová | 4:12,49 | Sovětský svaz Anna Kondrašinová | 4:14,43 | Maďarsko Mariann Ambrusová | 4:16,21 |
| Dvojskif W2x                      | Bulharská lidová republika Světla Ocetovová Zdravka Jordanovová | 4:01,94 | Sovětský svaz Ludmila Parfjonovová Eleonora Kaminskaitė | 4:04,19 | USA Elizabeth Hillsová-O’Learyová Lisa Hansenová Stoneová | 4:04,77 |
| Párová čtyřka s kormidelnicí W4x+ | Bulharská lidová republika Anka Bakovová Dolores Nakovová Rosica Spasovová Rumeljana Bončevová Anka Georgijevová (k)                                                                 | 3:31,16 | Západní Německo Sabine Reuterová Petra Finkeová Veronika Waltengová Anne Dickmannová Kathrien Plückhahnová (k)                                                                  | 3:32,58 | Sovětský svaz Reet Palmová Jelena Chlopcevová Olga Vasilčenková Nadeschda Kosotschkina Naděžda Černyšovová (k)                                                     | 3:33,30 |
| Dvojka bez kormidelnice W2-       | Východní Německo Cornelia Klierová Ute Steindorfová | 4:02,65 | Kanada Elizabeth Craigová Susan Antoftová | 4:02,87 | Nizozemsko Joke Dierdorpová Karin Abma | 4:05,38 |
| Čtyřka s kormidelnicí W4+         | Východní Německo Kersten Neisserová Angelika Noacková Ute Skorupskiová Marita Sandigová Kirsten Wenzelová (k)                                                                        | 3:48,47 | USA Carol Brownová Anita DeFrantzová Cozema Crawfordová Nancy Storrsová Hollis Hattonová (k)                                                                                    | 3:52,42 | Rumunská socialistická republika Elena Horvatová Florica Silaghi Georgeta Militaru-Mașca Aneta Matei (k)                                                           | 3:53,92 |
| Osma W8+                          | Sovětský svaz Valentina Jermakovová Maria Pazjunová Nina Preobraženská Tatjana Bunjaková Naděžda Dergačenková Nina Umanecová Jelena Těrjošinová Olga Pivovarovová Nina Frolovová (k) | 3:22,00 | Východní Německo Silvia Fröhlichová Renate Neuová Dagmar Bauerová Gabriele Kühnová Petra Köhlerová Henrietta Doblerová Birgit Schützová Christiane Köpkeová Marina Wilkeová (k) | 3:26,12 | Kanada Joy Fera Christine Neulandová Gail Cortová Monica Draegerová Elizabeth Jacklinová Kimberley Gordonová Dolores Youngová Patricia Smithová Trudy Flynnová (k) | 3:28,34 |